# Juri šimai
Juri šimai (japonsky 百合姉妹) byl japonský manga antologický časopis zaměřující se na žánr juri. Vydávalo jej nakladatelství Sun Magazine čtvrtletně od 28. června 2003 do 16. listopadu 2004. Skončil pátým číslem. Vycházel v době, kdy díla s juri (lesbickou) tematikou publikoval pouze malý počet časopisů. Za ilustracemi obálek časopisu stojí Reine Hibiki, ilustrátorka juri light novel Maria-sama ga miteru.
Časopis Comic juri hime, spuštěný v červenci 2005 nakladatelstvím Ičidžinša, se stal přímým nástupcem Juri šimai. Obsahuje tvorbu mnoha autorů původně působících v Juri šimai.

## Publikovaná díla

### Mangy
1. číslo
- Her (Taiši Zaó)
- Kamuko (Inuburo)
- Kijora Kage (Kahori Onozuka)
- Koi šimai (autorka Mako Komao, ilustrátorky Mizuo Šinonome a Reine Hibiki): 1. až 5. číslo, poté vycházelo v Comic juri hime
- Kučibiru tameiki sakurairo (Milk Morinaga)
- Nacu no maju (Mako Takahaši)
- Pops (Šinkai Inoue)
- Rakuen no kotori (Sakura Sakazaki)
- Strawberry Shake (Šizuru Hajašija): 1. až 5. číslo, poté vycházelo v Comic juri hime
- Under the Rose (Kita Konno)

### Light novely
- Hoši furu koe ni mimi o katamuke (autorka Keika Saiki a ilustrátorka Šio Sakura): 1. číslo
- Wagamama hime no, sono júucuna džidžó. (autorka Sacuki Miju a ilustrátorka Aruma Džirou): 1. číslo